# Tátika – Sztárok kicsiben
A Tátika – Sztárok kicsiben a Magyar Televízióban 1991-ben bemutatott televíziós gyerekműsor, amelyet Komlós Tibor rendezett. A zenéjét Heilig Gábor szerezte, az operatőre Bodó János, a riporterei Heilig Gábor és Eszményi Viktória. Magyarországon az M2 tűzte műsorára.

## Cselekmény
A korabeli popzenei slágerek előadóit tátogva énekelve utánoztak a bátor kiskorú jelentkezők. 

## Epizódok
1. Középdöntő
2. Döntő
3. Gála